# 노란봉투법
노란봉투법(정식 명칭: 노동조합 및 노동관계조정법 개정안)은 쟁의행위 범위 확대와 파업 노동자에 대한 손해배상 청구 제한 등을 주된 내용으로 담는 법이다. 노란봉투법은 간접고용 노동자의 교섭권을 보장하고, 쟁의행위 탄압 목적의 손해배상과 가압류를 금지하는 것을 골자로 한다. 2023년 11월 30일 더불어민주당 주도로 국회 본회의를 통과하였다. 같은 해 12월 1일 이 법에 대한 재의요구안(거부권)이 임시 국무회의에서 의결되었다. 이 날 윤석열 대통령에 의해 거부권이 행사되었으며 법안은 국회로 다시 돌려보내졌다.
2025년 7월 29일 주한 유럽 상공회의소는 해당 법안이 실행 될 경우 대한민국 시장에서 철수할 수 있다며 법안의 재검토를 요구했다.